# Печірна
Печі́рна — село в Україні, у Лановецькій міській громаді Кременецького району Тернопільської області. Розташоване на річці Свинорейка, на півдні району. До 2020 - центр сільської ради, якій були підпорядковані села Коростова та Кутиска.
Населення — 286 осіб (2007).

## Історія
Перша писемна згадка про Печірну (за О. Цинкаловським) датується 1596 роком Тоді село знищили татари. Згодом з'явилися нові писемні свідчення про Печірну та навколишні села. Так, в акті від 14 травня 1618 року село згадується в скарзі Анни Порицької зі Збаража про те, що татари в листопаді 1618 року спустошили її маєтки в селах Печерно, Коростова, Буглів, Плиска, Огризківці.
Про цей татарський набіг є також запис в книзі кременецького замку від 16 листопада 1618 року. Очевидці, слуга Януша Острозького П. Хованський, возні Безимовський і Авратинський, свідчили, що всі фільварки, гумна, хутори, осідлості - все це "от неприятеля кртда святого, татар, а ж до фундаменту попалено і знесено..."
У давніх писемних джерелах село знадується як Печерка, Печурка, Печерно. Ймовірно назва населеного пункту походила від кам'яних печер, що знаходились на високих берегах річки Сомець з часів леоліту до середини XX ст. Дослідник Волині професор О. Цинкаловський зазначав: "В каменистих високих берегах річки Сомця і в бувших там печерах натраплено на сліди огнищ і камінних знапядь періолу молодого палеоліту. Знаходили там селяни кістки таких звірят як мамут".
У 1649 році козацько-селянські війська Б. Хмельницького взяли в облогу м. Збараж. Під фортечними мурами міста точилися кровопролитні баталії, а на околицях Печірни стояв козацький табір. Тут лікували поранених, хоронили загиблих, відпочивали після боїв резервні частини козацького війська. 
У 1797 році Печірна опинилась в складі Вишгородської волості Крем'янецького повіту Волинської губернії Російської імперії. За 1,5 км на південь від села проходив кордон між Росією та Австро-Угорщиною (урочище "Границя"). Власником населеного пункту став польський шляхтич В. Ржищевський, якому належало містечко Вишгородок з навколишніми селами. Син В. Ржищевського Адам, який народився у Вишгородку, де знаходилась резиденція землевласника, став відомим польським поетом, драматургом, оратором.
Володярами земельних угідь у Печірні майже протягом усього XIX ст. були поміщики Ржищевські. Селяни в основній своїй масі були малоземельними. Особливо погіршилося їхнє становище після скасування кріпацтва, коли орендовані раніше наділи потрібно було викупити.
У 1893 році в населеному пункті проживало 605, у 1911 році - 650 чоловік
У 30-х роках ХХ ст. в селі було створено осередки «Просвіта», "Пласту", "Січі".
На 1936 рік село входило до ґміни Вишгородок Кременецького повіту.
Під час Другої світової війни у Печірній базувалася підпільна школа медсестер УПА. У липні 1943 в Печірній зупин. партизанські з'єднання С. Ковпака.
У січні 1949 року в Печірні утворено колгосп ім. Дзержинського
Поблизу Печірної виявлено археологічні пам'ятки пізнього палеоліту та черняхівської культури, Київської Русі.
12 червня 2020 року, відповідно до розпорядження Кабінету Міністрів України № 724-р «Про визначення адміністративних центрів та затвердження територій територіальних громад Тернопільської області» увійшло до складу Лановецької міської громади.
19 липня 2020 року, в результаті адміністративно-територіальної реформи та ліквідації Лановецького району, село увійшло до складу Кременецького району.

## Населення

### Мова
Розподіл населення за рідною мовою за даними :
| Мова       | Кількість | Відсоток |
| ---------- | --------- | -------- |
| українська | 307       | 100%     |

## Пам'ятки

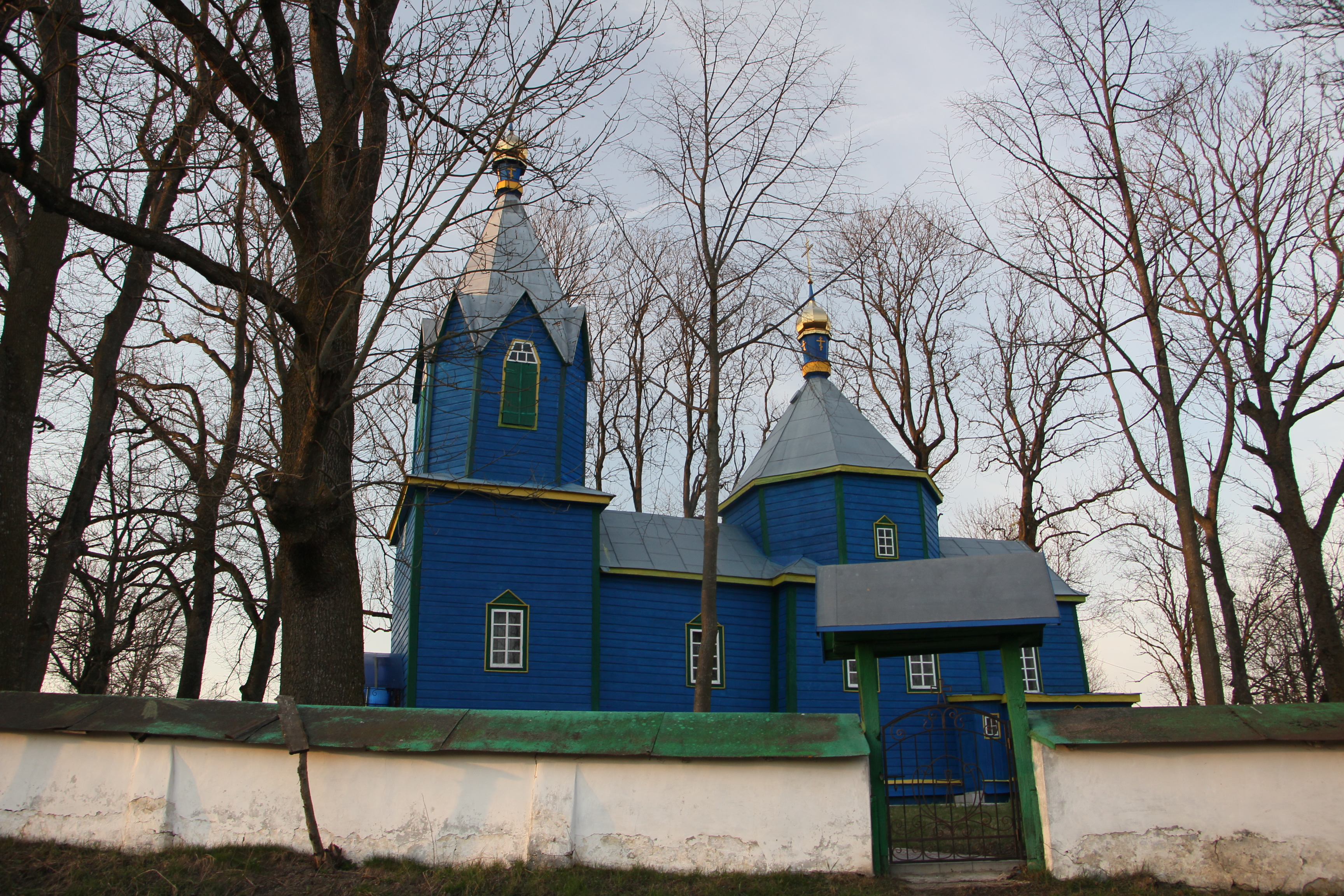
Дерев'яна церква

Є церква святого Миколая (1759, реставрована 1868, дерев'яна).
Встановлено пам'ятний знак на так званому «козацькому» шляху.

## Соціальна сфера
- Загальноосвітня школа І—ІІ ступенів (недіюча)
- Клуб
- Бібліотека (недіюча)
- ФАП

## Відомі люди

### Народилися
- Редактор М. Вербицький
- Археолог В. Воляник
- Еколог, меценат Я. Голубицький
- Діяч ОУН Ю. Пундик
- Роман Критюк — український освітянин, краєзнавець, публіцист

## Галерея

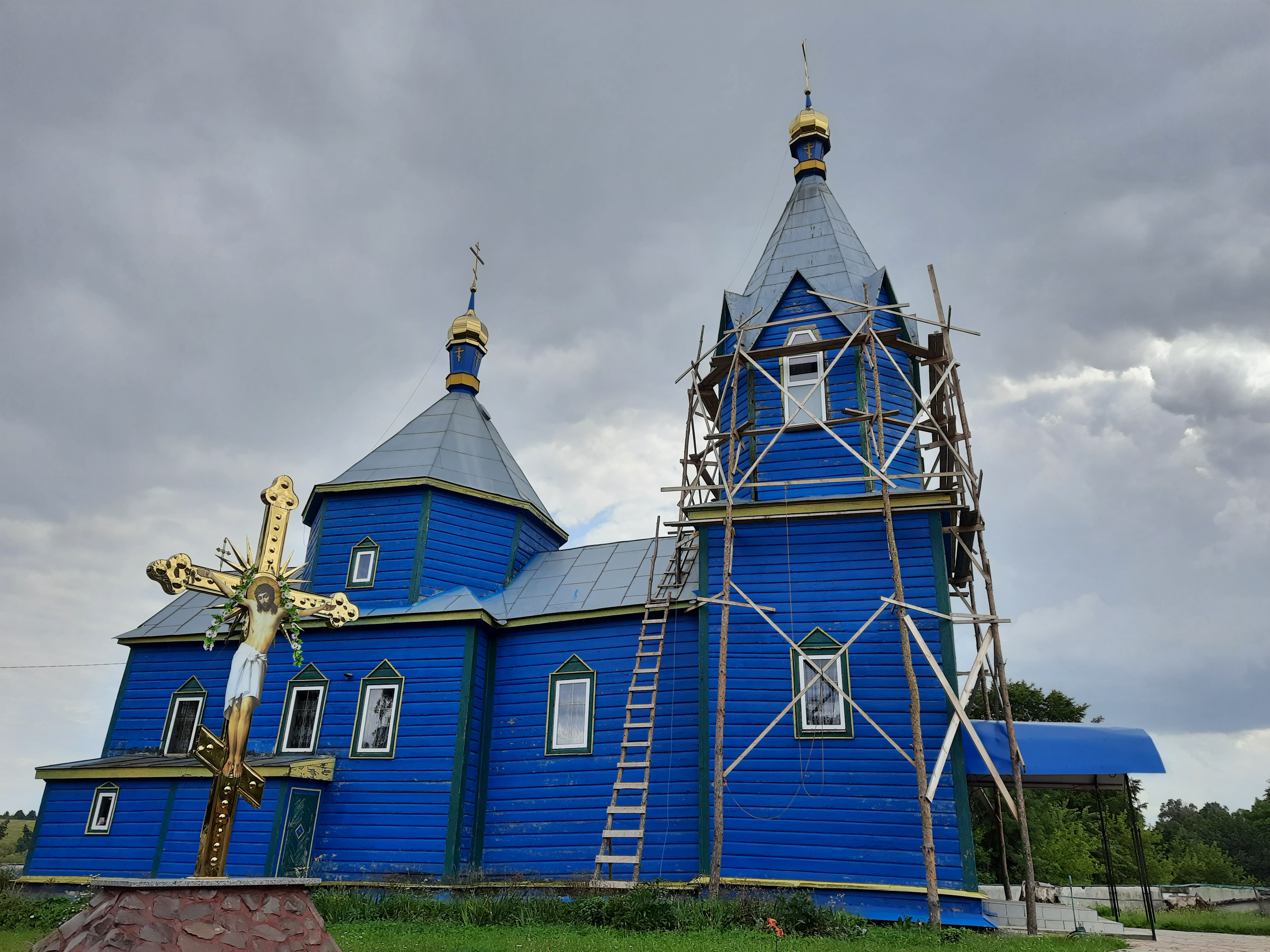
Церква Святителя Миколая Чудотворця
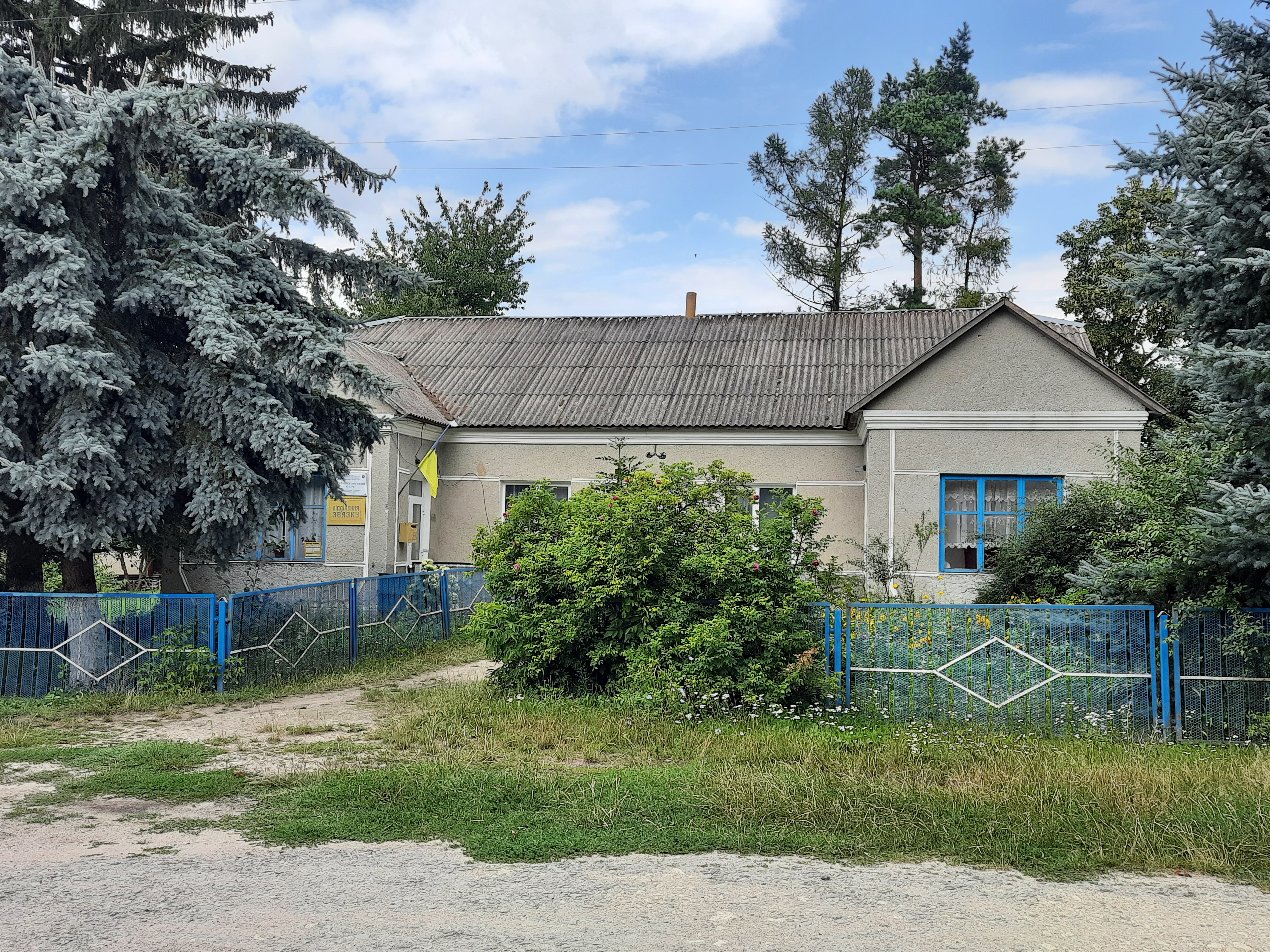
Старостат
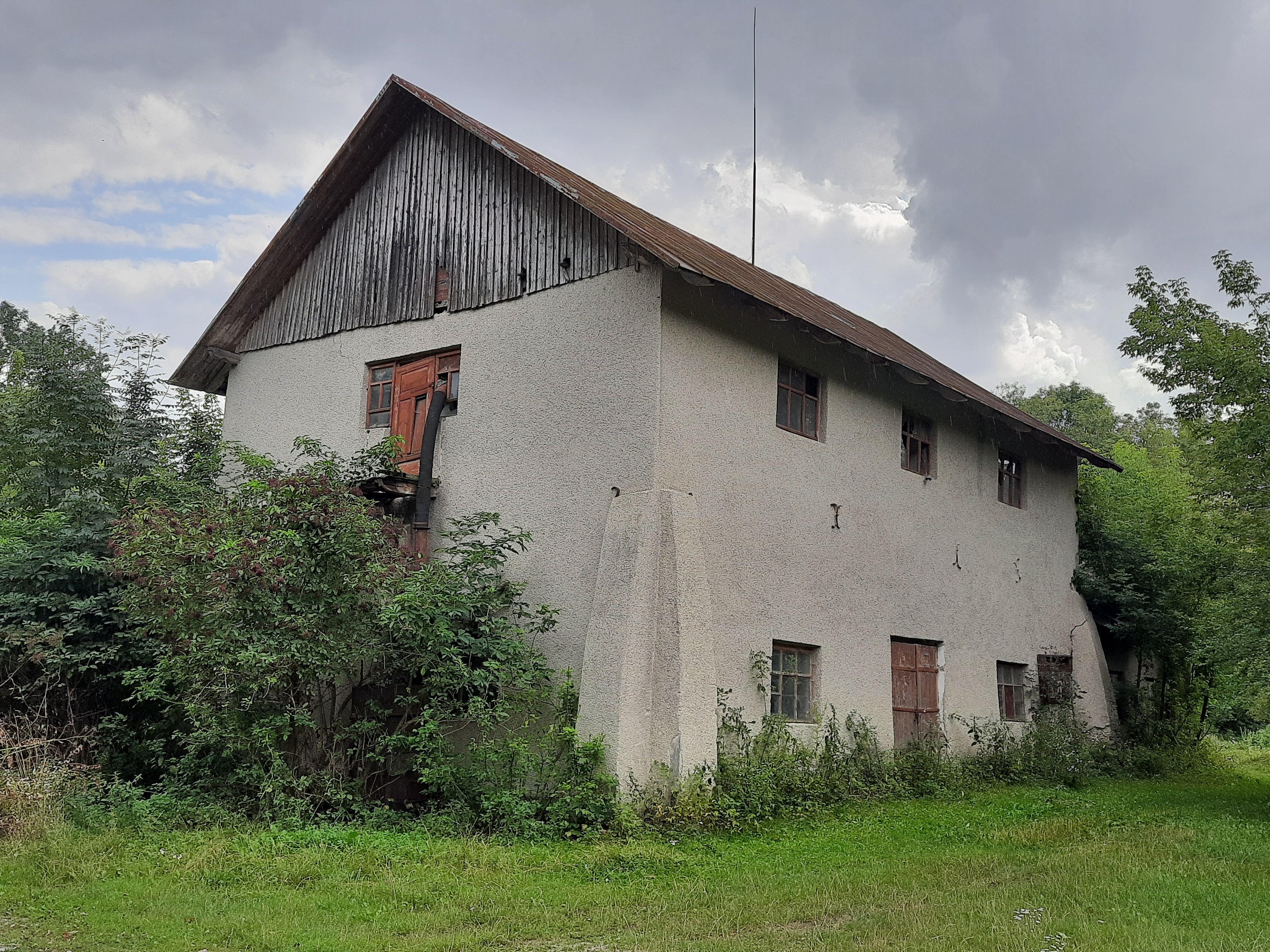
Млин
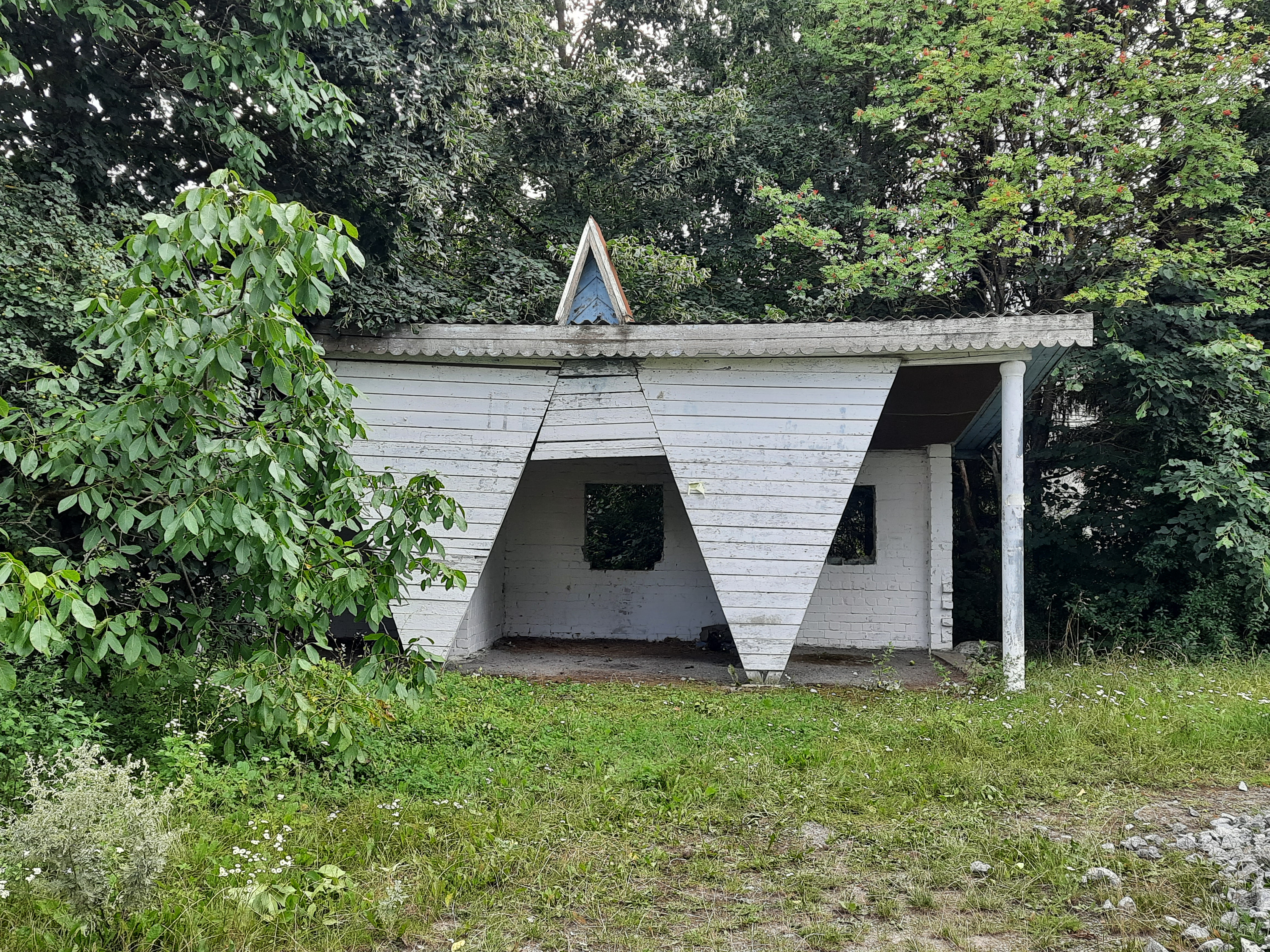
Автобусна зупинка